# Shaker-Manöver
| Qualitätssicherung | Dieser Artikel wurde aufgrund von formalen und/oder inhaltlichen Mängeln auf der Qualitätssicherungsseite der Redaktion Medizin eingetragen. Bitte hilf mit, die Mängel dieses Artikels zu beseitigen, und beteilige dich dort an der Diskussion. Die Mindestanforderungen für medizinische Artikel sollen dadurch erfüllt werden, wodurch eine eventuelle Löschung des Artikels oder von Artikelpassagen innerhalb von vier Wochen vermieden wird. | Redaktion Medizin |

Das Shaker-Manöver ist eine Übung, die durch Stärkung der suprahyalen Muskulatur signifikant zur verbesserten Öffnung des oberen Ösophagus-Sphinkters beitragen kann. Die Übung kommt vor allem in der Behandlung von Dysphagie (Schluckstörungen) zur Anwendung.

## Durchführung
Die Patienten legen sich flach auf ihr Bett oder den Boden und führen drei anhaltende Kopfhebungen in Rückenlage durch, wobei jede Hebung eine Minute andauern soll. Nach jeder Hebung folgt eine einminütige Ruhepause. Daraufhin werden 30 kurze, aufeinanderfolgende Wiederholungen von Kopfhebungen, ebenfalls in Rückenlage, durchgeführt. Für beide Übungsarten – sowohl die anhaltenden als auch die wiederholten Kopfhebungen – gilt: Der Kopf soll so hoch und nach vorne gehoben werden, bis die Zehen sichtbar sind, ohne dabei die Schultern vom Boden oder Bett abzuheben. Die Übungen sollten dreimal täglich über einen Zeitraum von mindestens sechs Wochen durchgeführt werden.

## Wirksamkeit
Die Wirksamkeit des Shaker-Manövers wurde in einer klinischen Studie von Shaker et al (2002) an 27 Patienten mit pharyngealer Dysphagie aufgrund einer gestörten Öffnung des oberen Ösophagussphinkters untersucht. Ursprünglich wurden diese Patienten alle enteral ernährt. Nach sechs Wochen regelmäßiger Durchführung des Shaker-Manövers zeigten alle Patienten eine signifikante Verbesserung verschiedener biomechanischer Parameter, insbesondere eine Zunahme des anteroposterioren Durchmessers der Sphinkteröffnung und eine vergrößerte anteriore Larynxbewegung. Darüber hinaus kam es bei allen Patienten zur vollständigen Auflösung der post-swallow Aspiration. Nach Abschluss des Programms konnten alle 27 Patienten ihre enterale Ernährung beenden und zur oralen Nahrungsaufnahme zurückkehren. Der Therapieerfolg war unabhängig von der Ursache oder Dauer der Dysphagie.